# (73773) 1994 PZ18
(73773) 1994 PZ18 – planetoida z pasa głównego asteroid okrążająca Słońce w ciągu 4,12 lat w średniej odległości 2,57 j.a. Odkryta 12 sierpnia 1994 roku.